# Ас-мол
Ас-мол је молска лествица, чија је тоника тон ас, а као предзнаке има седам снизилица. Због броја својих предзнака се у пракси ретко користи као главна лествица дела. У њему су укрштени мол и дур јер је он у молу а појављују се повисилице. 

## Варијанте лествице
На слици испод се дају видети редом, природна, хармонска и мелодијска ас-мол лествица:
У хармонском молу седми тон при повишењу прелази из гес у чисто ге, а у мелодијском ас-молу шести тон бива повишен из фес у чисто еф.

## Познатија класична дела у ас-молу
- Посмртни марш из клавирске сонате бр. 12, оп. 26, од Бетовена
- Фуга за оргуље, WoO 8, од Брамса
- Прелудијум, оп. 28 бр. 17, од Шопена
- Валцер, оп. 42, од Шопена
- Паганинијева етида број 3 (La Campanella), од Листа